# Kanuslalom-Weltmeisterschaften 1975
Die Kanuslalom-Weltmeisterschaften 1975 fanden 1975 in Skopje in Jugoslawien statt.

## Ergebnisse

### Einer-Kajak
Männer:
| Platz | Land | Sportler      |
| ----- | ---- | ------------- |
| 1     | GDR  | Siegbert Horn |
| 2     | GER  | Ulrich Peters |
| 3     | GDR  | Harald Gimpel |

Frauen:
| Platz | Land | Sportler            |
| ----- | ---- | ------------------- |
| 1     | POL  | Maria Ćwiertniewicz |
| 2     | GER  | Ulrike Deppe        |
| 3     | GDR  | Angelika Bahmann    |

### Einer-Kajak-Mannschaft
Männer:
| Platz | Land | Sportler                                             |
| ----- | ---- | ---------------------------------------------------- |
| 1     | GER  | Ulrich Peters Bernd Dichtl Dieter Förstl             |
| 2     | POL  | Stanislaw Majerczak Jerzy Stanuch Wojciech Gawronski |
| 3     | GDR  | Siegbert Horn Christian Döring Harald Gimpel         |

Frauen:
| Platz | Land | Sportler                                           |
| ----- | ---- | -------------------------------------------------- |
| 1     | SUI  | Elsbeth Käser Danielle Kamber Cornelia Bachofner   |
| 2     | GDR  | Marion Baumann Angelika Bahmann Petra Krol         |
| 3     | TCH  | Bohumila Kapplová Jana Kubovcakova Ludmila Polesná |

### Einer-Canadier
Männer:
| Platz | Land | Sportler        |
| ----- | ---- | --------------- |
| 1     | TCH  | Petr Sodomka    |
| 2     | TCH  | Jaroslav Radil  |
| 3     | GDR  | Harald Heinrich |

### Einer-Canadier-Mannschaft
Männer:
| Platz | Land | Sportler                                       |
| ----- | ---- | ---------------------------------------------- |
| 1     | TCH  | Karel Třešňák Jaroslav Radil Petr Sodomka      |
| 2     | GDR  | Reinhard Eiben Peter Massalski Harald Heinrich |
| 3     | GER  | Walter Horn Dietmar Moos Dieter Remmlinger     |

Mixed:
| Platz | Land | Sportler                     |
| ----- | ---- | ---------------------------- |
| 1     | USA  | Marietta Gilman Chuck Lyda   |
| 2     | USA  | Rasa Dentremont George Lhota |
| 3     | USA  | Mikki Piras Steve Draper     |

### Zweier-Canadier
Männer:
| Platz | Land | Sportler                         |
| ----- | ---- | -------------------------------- |
| 1     | GDR  | Jürgen Kretschmer/Klaus Trummer  |
| 2     | POL  | Wojciech Kudlik/Jerzy Jez        |
| 3     | TCH  | Antonín Brabec/František Kadaňka |

### Zweier-Canadier-Mannschaft
Männer:
| Platz | Land | Sportler                                                                       |
| ----- | ---- | ------------------------------------------------------------------------------ |
| 1     | GDR  | Henze/Fischer Jürgen Kretschmer/Klaus Trummer Walter Hofmann/Rolf-Dieter Amend |
| 2     | TCH  | Antonín Brabec/František Kadaňka J. Benhak/L. Benhak Halfar/Kmostak            |
| 3     | POL  | Wojciech Kudlik/Jerzy Jez Jan Frączek/Ryszard Seruga Lesniak/Rychta            |

## Medaillenspiegel
| Platz  | Land                            | Gold | Silber | Bronze | Gesamt |
| ------ | ------------------------------- | ---- | ------ | ------ | ------ |
| 1      | Deutsche Demokratische Republik | 3    | 2      | 4      | 9      |
| 2      | Tschechoslowakei                | 2    | 2      | 2      | 6      |
| 3      | BR Deutschland                  | 1    | 2      | 1      | 4      |
| 3      | Polen                           | 1    | 2      | 1      | 4      |
| 5      | Vereinigte Staaten              | 1    | 1      | 1      | 3      |
| 6      | Schweiz                         | 1    | -      | -      | 1      |
| Gesamt | Gesamt                          | 9    | 9      | 9      | 27     |